# Carposina sanctimonea
Carposina sanctimonea là một loài bướm đêm thuộc họ Carposinidae. Nó là loài đặc hữu của New Zealand.
Sải cánh dài khoảng 23 mm. 